# NGC 3522
NGC 3522 ist eine elliptische Galaxie vom Hubble-Typ E4 im Sternbild Löwe auf der Ekliptik. Sie ist schätzungsweise 52 Millionen Lichtjahre von der Milchstraße entfernt.
Das Objekt wurde am 26. April 1883 von dem Astronomen Lewis Swift entdeckt.